# Andrea Consigli
Andrea Consigli (Milano, 27 gennaio 1987) è un calciatore italiano, di ruolo portiere, svincolato.

## Caratteristiche tecniche
Portiere attento e reattivo, nell'eseguire le proprie parate sfrutta lo slancio del suo corpo e la forza fisica. È abile nel parare i calci di rigore, nella sua carriera in Serie A ne ha neutralizzati 20: meglio di lui hanno fatto solo Gianluca Pagliuca, con 24 salvataggi, e Samir Handanovič con 25. Ha dichiarato di ispirarsi a Gigi Buffon. Considerato uno dei migliori portieri del massimo campionato italiano, e uno dei migliori giocatori del Sassuolo, Consigli è uno dei pochissimi portieri che vantano più di 500 presenze in Serie A.

## Carriera

### Club

#### Gli inizi
Inizia la sua carriera nella Polisportiva Giovanile Cormano; giovanissimo viene acquistato dall'Atalanta, dove svolge l'intera trafila delle giovanili (con cui vince uno scudetto con la squadra Giovanissimi Nazionali).
Nella stagione 2005-2006 viene inserito nella rosa della prima squadra come terzo portiere, disputando nel contempo il Campionato Primavera. In questo periodo non viene mai impiegato in una partita ufficiale della squadra maggiore.
La stagione successiva, a 19 anni, il portiere va in prestito alla Sambenedettese in Serie C1, dove gioca titolare e stabilisce il nuovo record assoluto di imbattibilità per partite di campionato della squadra marchigiana (444 minuti).
La stagione successiva, divenuto titolare dell'Under-21, passa in prestito al Rimini in Serie B, dove colleziona 35 presenze. Anche in Romagna stabilisce il record d'imbattibilità della storia del club riminese con 633 minuti senza subire reti.

#### Atalanta

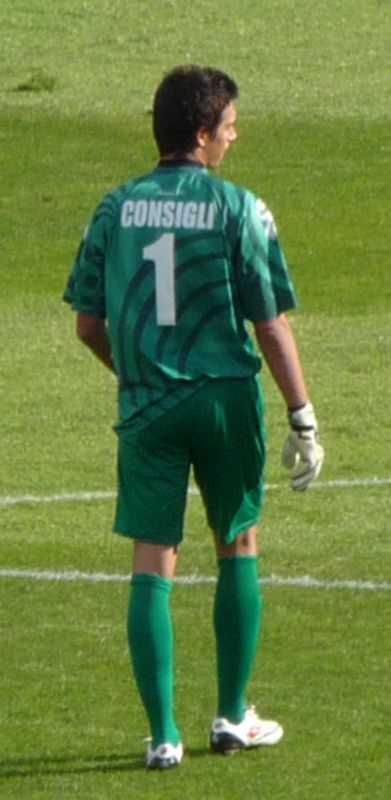
Consigli con l' nel 2009

Nella stagione 2008-09 il giovane viene richiamato dall'Atalanta, dove parte come secondo dietro al titolare Coppola. Dopo aver passato la prima parte della stagione in panchina, il 1º febbraio 2009, a 22 anni, esordisce in Serie A nella partita Atalanta-Catania (1-0). Parte titolare anche le successive due gare contro Cagliari e Roma facendo rimanere ancora inviolata la porta nerazzurra; mantiene il posto tra i pali fino alla fine della stagione.
La stagione seguente parte come primo portiere. Tuttavia, alcune sue imprecisioni porteranno ad avvicendamenti con Coppola nel corso del campionato. Finito il campionato, saranno 31 le presenze e 41 le reti subite. L'Atalanta, arrivata terz'ultima, retrocede in Serie B.
Consigli inizia la nuova stagione conservando l'imbattibilità per 373 minuti (più di 4 gare). Dalla 22ª giornata (Vicenza-Atalanta) alla 29ª giornata (Torino-Atalanta), la sua porta rimane inviolata per 566 minuti (quasi due mesi). Conclude il campionato con 40 partite disputate (è il giocatore più impiegato della stagione nerazzurra) e con 32 reti subite. Il 29 maggio, festeggia il suo secondo campionato di Serie B vinto della sua carriera. È stato inserito nella squadra dei Top 11 del campionato di Serie B 2010-2011.
Il 2 settembre 2012, in Cagliari-Atalanta, para due rigori in ventisette minuti nel primo tempo (prima a Joaquín Larrivey e poi a Daniele Conti), stabilendo un primato personale; nella seconda frazione di gioco si infortuna in un contrasto con il compagno Guglielmo Stendardo e viene sostituito da Ciro Polito.
L'11 maggio in Atalanta-Milan (2-1) gioca la sua duecentesima (e penultima in assoluto) partita con la squadra bergamasca.

#### Sassuolo
Il 1º settembre 2014 viene ufficializzato il suo trasferimento a titolo definitivo al Sassuolo, società di Serie A. Esordisce con la maglia neroverde a San Siro contro l'Inter, nella partita persa per 7-0 dalla sua squadra.
Il 17 aprile 2016 in occasione di Fiorentina-Sassuolo commette un errore clamoroso: giocando di prima la palla passatagli da Adjapong, svirgola il pallone, indirizzandolo nella propria porta e segnando così un autogol.
Nelle successive stagioni si conferma titolare inamovibile per la porta della squadra emiliana, mantenendo un alto rendimento. Tuttavia, nella stagione 2023-2024 il Sassuolo retrocede in Serie B, dopo 11 stagioni consecutive nella massima serie. 
La stagione resta comunque positiva per Consigli, sia per le 500 presenze raggiunte in massima serie, sia per le sue buone prestazioni, che non riescono tuttavia a salvare il Sassuolo. La stagione seguente in Serie B, viene messo fuori rosa e non disputa nessuna partita ufficiale.
Il 30 giugno 2025, Consigli lascia ufficialmente il Sassuolo alla scadenza naturale del proprio contratto, dopo aver collezionato 372 presenze in tutte le competizioni.

### Nazionale
Entra a far parte delle nazionali giovanili fin dalla categoria Under 15-16.
Consigli venne convocato da Pierluigi Casiraghi in nazionale Under-21 quando non aveva ancora giocato nei campionati professionistici; esordisce infatti il 15 agosto 2006, in amichevole contro la Croazia. Dopo la sua stagione in C1, vissuta da titolare, viene convocato come terzo portiere per l'Europeo Under-21 2007, dopo il quale diventa il portiere titolare del nuovo ciclo 2007-2009.
Viene convocato come secondo portiere nella nazionale olimpica che partecipa alle Giochi olimpici di Pechino 2008, alle spalle di Viviano. L'espulsione di quest'ultimo, nel quarto di finale perso contro il Belgio, permette a Consigli di debuttare nella competizione a cinque cerchi.
Nel 2009 prende parte come portiere titolare all'Europeo Under-21 in Svezia, dove l'Italia viene eliminata in semifinale.
Il 10 agosto 2012 viene convocato per la prima volta in nazionale maggiore dal CT Cesare Prandelli in occasione dell'amichevole contro l'Inghilterra del 15 agosto a Berna, senza tuttavia scendere in campo.
È il calciatore italiano con più presenze in Serie A a non avere mai esordito nella nazionale maggiore.

## Statistiche

### Presenze e reti nei club
Statistiche aggiornate al 18 maggio 2024.
| Stagione        | Squadra         | Campionato      | Campionato | Campionato | Coppe nazionali | Coppe nazionali | Coppe nazionali | Coppe continentali | Coppe continentali | Coppe continentali | Altre coppe | Altre coppe | Altre coppe | Totale | Totale |
| Stagione        | Squadra         | Comp            | Pres       | Reti       | Comp            | Pres            | Reti            | Comp               | Pres               | Reti               | Comp        | Pres        | Reti        | Pres   | Reti   |
| --------------- | --------------- | --------------- | ---------- | ---------- | --------------- | --------------- | --------------- | ------------------ | ------------------ | ------------------ | ----------- | ----------- | ----------- | ------ | ------ |
| 2005-2006       | Atalanta        | B               | 0          | 0          | CI              | 0               | 0               | -                  | -                  | -                  | -           | -           | -           | 0      | 0      |
| 2006-2007       | Sambenedettese  | C1              | 32         | -41        | CI-C            | 1               | -2              | -                  | -                  | -                  | -           | -           | -           | 33     | -43    |
| 2007-2008       | Rimini          | B               | 35         | -36        | CI              | 2               | -1              | -                  | -                  | -                  | -           | -           | -           | 37     | -37    |
| 2008-2009       | Atalanta        | A               | 17         | -21        | CI              | 1               | -2              | -                  | -                  | -                  | -           | -           | -           | 18     | -23    |
| 2009-2010       | Atalanta        | A               | 31         | -41        | CI              | 1               | 0               | -                  | -                  | -                  | -           | -           | -           | 32     | -41    |
| 2010-2011       | Atalanta        | B               | 40         | -32        | CI              | 1               | -1              | -                  | -                  | -                  | -           | -           | -           | 41     | -33    |
| 2011-2012       | Atalanta        | A               | 35         | -36        | CI              | 1               | -4              | -                  | -                  | -                  | -           | -           | -           | 36     | -40    |
| 2012-2013       | Atalanta        | A               | 35         | -49        | CI              | 2               | -3              | -                  | -                  | -                  | -           | -           | -           | 37     | -52    |
| 2013-2014       | Atalanta        | A               | 35         | -48        | CI              | 1               | 0               | -                  | -                  | -                  | -           | -           | -           | 36     | -48    |
| ago. 2014       | Atalanta        | A               | 0          | 0          | CI              | 1               | 0               | -                  | -                  | -                  | -           | -           | -           | 1      | 0      |
| Totale Atalanta | Totale Atalanta | Totale Atalanta | 193        | -227       |                 | 8               | -10             |                    | -                  | -                  |             | -           | -           | 201    | -237   |
| 2014-2015       | Sassuolo        | A               | 35         | -53        | CI              | 0               | 0               | -                  | -                  | -                  | -           | -           | -           | 35     | -53    |
| 2015-2016       | Sassuolo        | A               | 37         | -38        | CI              | 1               | 0               | -                  | -                  | -                  | -           | -           | -           | 38     | -38    |
| 2016-2017       | Sassuolo        | A               | 37         | -58        | CI              | 0               | 0               | UEL                | 9                  | -11                | -           | -           | -           | 46     | -69    |
| 2017-2018       | Sassuolo        | A               | 37         | -58        | CI              | 1               | 0               | -                  | -                  | -                  | -           | -           | -           | 38     | -58    |
| 2018-2019       | Sassuolo        | A               | 36         | -56        | CI              | 1               | -1              | -                  | -                  | -                  | -           | -           | -           | 37     | -57    |
| 2019-2020       | Sassuolo        | A               | 31         | -55        | CI              | 1               | 0               | -                  | -                  | -                  | -           | -           | -           | 32     | -55    |
| 2020-2021       | Sassuolo        | A               | 37         | -56        | CI              | 0               | 0               | -                  | -                  | -                  | -           | -           | -           | 37     | -56    |
| 2021-2022       | Sassuolo        | A               | 37         | -63        | CI              | 0               | 0               | -                  | -                  | -                  | -           | -           | -           | 37     | -63    |
| 2022-2023       | Sassuolo        | A               | 35         | -55        | CI              | 1               | -3              | -                  | -                  | -                  | -           | -           | -           | 36     | -58    |
| 2023-2024       | Sassuolo        | A               | 35         | -68        | CI              | 1               | -2              | -                  | -                  | -                  | -           | -           | -           | 36     | -70    |
| 2024-2025       | Sassuolo        | B               | 0          | 0          | CI              | 0               | 0               | -                  | -                  | -                  | -           | -           | -           | 0      | 0      |
| Totale Sassuolo | Totale Sassuolo | Totale Sassuolo | 357        | -560       |                 | 6               | -6              |                    | 9                  | -11                |             | -           | -           | 372    | -577   |
| Totale carriera | Totale carriera | Totale carriera | 617        | -864       |                 | 17              | -19             |                    | 9                  | -11                |             | -           | -           | 643    | -894   |

### Cronologia presenze e reti in nazionale
| Cronologia completa delle presenze e delle reti in nazionale ― Italia olimpica | Cronologia completa delle presenze e delle reti in nazionale ― Italia olimpica | Cronologia completa delle presenze e delle reti in nazionale ― Italia olimpica | Cronologia completa delle presenze e delle reti in nazionale ― Italia olimpica | Cronologia completa delle presenze e delle reti in nazionale ― Italia olimpica | Cronologia completa delle presenze e delle reti in nazionale ― Italia olimpica | Cronologia completa delle presenze e delle reti in nazionale ― Italia olimpica | Cronologia completa delle presenze e delle reti in nazionale ― Italia olimpica |
| Data                                                                           | Città                                                                          | In casa                                                                        | Risultato                                                                      | Ospiti                                                                         | Competizione                                                                   | Reti                                                                           | Note                                                                           |
| ------------------------------------------------------------------------------ | ------------------------------------------------------------------------------ | ------------------------------------------------------------------------------ | ------------------------------------------------------------------------------ | ------------------------------------------------------------------------------ | ------------------------------------------------------------------------------ | ------------------------------------------------------------------------------ | ------------------------------------------------------------------------------ |
| 22-7-2008                                                                      | Pistoia                                                                        | Italia olimpica                                                                | 1 – 1                                                                          | Romania under 21                                                               | Amichevole                                                                     | -1                                                                             | 46’                                                                            |
| 16-8-2008                                                                      | Pechino                                                                        | Italia olimpica                                                                | 2 – 3                                                                          | Belgio olimpica                                                                | Olimpiadi 2008 - Quarti di finale                                              | -                                                                              | 81’                                                                            |
| Totale                                                                         |                                                                                | Presenze                                                                       | 2                                                                              |                                                                                | Reti                                                                           | -1                                                                             |                                                                                |

## Palmarès

### Club

#### Competizioni giovanili
- Campionato Giovanissimi Nazionali: 1

Atalanta: 2001-2002

#### Competizioni nazionali
- Campionato italiano di Serie B: 3

Atalanta: 2005-2006, 2010-2011

### Individuale
- Selezione UEFA dell'Europeo Under-21: 1

Svezia 2009